# Marcus Taylor
Marcus Taylor (* 25. November 1981 in Lansing, Michigan) ist ein US-amerikanischer Basketballspieler.
Der 1,92 m große und 85 kg schwere Point Guard wechselte 2007 von den Tulsa 66er’s aus der NBA Development League in die deutsche Basketball-Bundesliga zu TBB Trier. Sein bisher größter Erfolg ist der Gewinn der U21-Weltmeisterschaft mit dem US-Team im Jahr 2001.
Von 2000 bis 2002 spielte er im College-Team der Michigan State University. Im NBA Draft 2002 wurde er an 51. Stelle von den Minnesota Timberwolves ausgewählt. 2002 bis 2003 spielte er für die Sioux Falls Skyforce in der NBA Development League, 2004 für ASVEL Lyon-Villeurbanne in der Ligue nationale de basket-ball. 